# Шапошникова, Фёкла Андреевна
Фёкла Андре́евна Ша́пошникова (1924—2013) — советский передовик сельскохозяйственного производства. Герой Социалистического Труда (1966).

## Биография
Родилась 1 августа 1928 года в селе Журавлёво Калачеевского района Воронежской области в крестьянской семье.
С 1941 года после окончания сельской школы Ф. А. Шапошникова вступила в  колхоз «Путь к коммунизму» Калачеевского района, начала свою трудовую деятельность в полеводческой бригаде.
С 1952 года Ф. А. Шапошникова перешла работать телятницей, а с 1958 года — дояркой Четвериковской молочно-товарной фермы колхоза «Путь к коммунизму» Калачеевского района Воронежской области.
С 1959 по 1965 годы по итогам работы в седьмой семилетке, Ф. А. Шапошникова надаивая по 8—10 килограммов молока от каждой коровы своей группы, являлась передовиком среди животноводов Калачеевского района Воронежской области.
22 марта 1966 года  Указом Президиума Верховного Совета СССР «за достигнутые успехи в развитии животноводства, увеличении производства и заготовок мяса, молока, яиц, шерсти и другой продукции» Фёкла Андреевна Шапошникова была удостоена звания Героя Социалистического Труда с вручением Ордена Ленина и золотой медали «Серп и Молот».
В 1979 году Ф. А. Шапошникова вышла на заслуженный отдых.
Проживала в селе Четвериково Калачеевского района Воронежской области. Скончалась 15 мая 2013 года, похоронена в родном селе.

## Награды
- Медаль «Серп и Молот» (22.03.1966)
- Орден Ленина (22.03.1966)